# Bu Hmara
Bou Hmara (nom real Djilali ibn Idris al-Zarhuni al-Yusufi, (1865 - 15 de setembre de 1909) fou un revolucionari marroquí autoproclamat sultà al nord-est del país (1902-1909).
Va néixer a les muntanyes Zahrun i fou part del cos d'alumnes enginyers creat per Mawlay al-Hassan, i després fou un petit funcionari, però per una acusació menor fou empresonat i després enviat a l'exili a Algèria. Va retornar al Marroc el 1902 i mercès a fals miracles es va fer passar per xerif i fins i tot per Muhammad ben al-Hasan, el germà gran del sultà Abd al-Aziz ben al-Hasan que estava empresonat a Meknès. Les tribus ghiyata li van donar suport i el van proclamar sultà i s'hi van unir altres tribus de la regió de Taza. Es va instal·lar en aquesta ciutat a la tardor del 1902. El seu malnom de Bu Hmara se li va donar perquè generalment muntava en ase, però també fou molt conegut com al-Rugi (el Roghi) que és com s'anomenava als pretendents després de 1862 quan un pretendent de la tribu Ruwaga es va revoltar amb aquest nom. Predicava la revolta contra el sultà per la seva submissió a les potències estrangeres.
Dues expedicions enviades contra ell pel sultà foren derrotades a finals de 1902 i Bu Hmara va poder amenaçar Fes fins que fou derrotat prop d'aquesta ciutat el 29 de gener de 1903; les forces del sultà van recuperar llavors Taza el 7 de juliol. Bu Hmara va quedar ferit i per un temps es va dedicar a reorganitzar als seus seguidors i el novembre va recuperar Taza. Llavors es va aliar a dos altres revolucionaris, al-Raisuli, de la regió de Tànger, i Bu Amama, un algeria que lluitava contra els francesos a la regió al sud d'Oran. Junt amb aquest darrer va assetjar Oudja (finals de 1904 fins a juny de 1905) sense èxit. Derrotat tot seguit, va perdre Taza i es va refugiar prop de Melilla, a la Kasbat Salwan, i es va posar en contacte amb els espanyols als que va prometre concessions mineres a la regió; això li va fer perdre suport de les tribus locals, però no en prou nombre per a evitar que pogués reconquerir Taza (juny del 1908). Aprofitant el desgavell de la pujada al tron de Abd al-Hafiz, va atacar Fes; el nou sultà va enviar contra ell diverses expedicions i una d'aquestes finalment el va capturar a uns 100 km al nord de Fes el 22 d'agost de 1909. Fou tancat en una gàbia i portat a Fes on fou exposat al públic, i al cap d'uns dies executat.